# Colpoptera fusca
Colpoptera fusca är en insektsart som beskrevs av Caldwell och Martorell 1951. Colpoptera fusca ingår i släktet Colpoptera och familjen sköldstritar. Inga underarter finns listade i Catalogue of Life.